# Ахмадулина, Белла Ахатовна
Изабе́лла (Бе́лла) Аха́товна Ахмаду́лина (10 апреля 1937[…], Москва — 29 ноября 2010[…], Переделкино, Московская область) — советская и российская поэтесса из поколения шестидесятников, писательница, переводчица. Одна из крупнейших советских и российских лирических поэтесс второй половины XX — начала XXI века. Член Союза российских писателей, исполкома Русского ПЕН-центра, Общества друзей Музея изобразительных искусств имени А. С. Пушкина. Почётный член Американской академии искусств и литературы. Лауреат Государственной премии Российской Федерации (2005), Премии Президента Российской Федерации (1999), Государственной премии имени Булата Окуджавы (2004) и Государственной премии СССР (1989).
Поэзия Ахмадулиной органично сочетает модернистские приёмы с классической традицией. Также известна своими эссе и переводами.
По данным СМИ, была представлена в 1998 и 2010 годах на соискание Нобелевской премии в области литературы.

## Биография

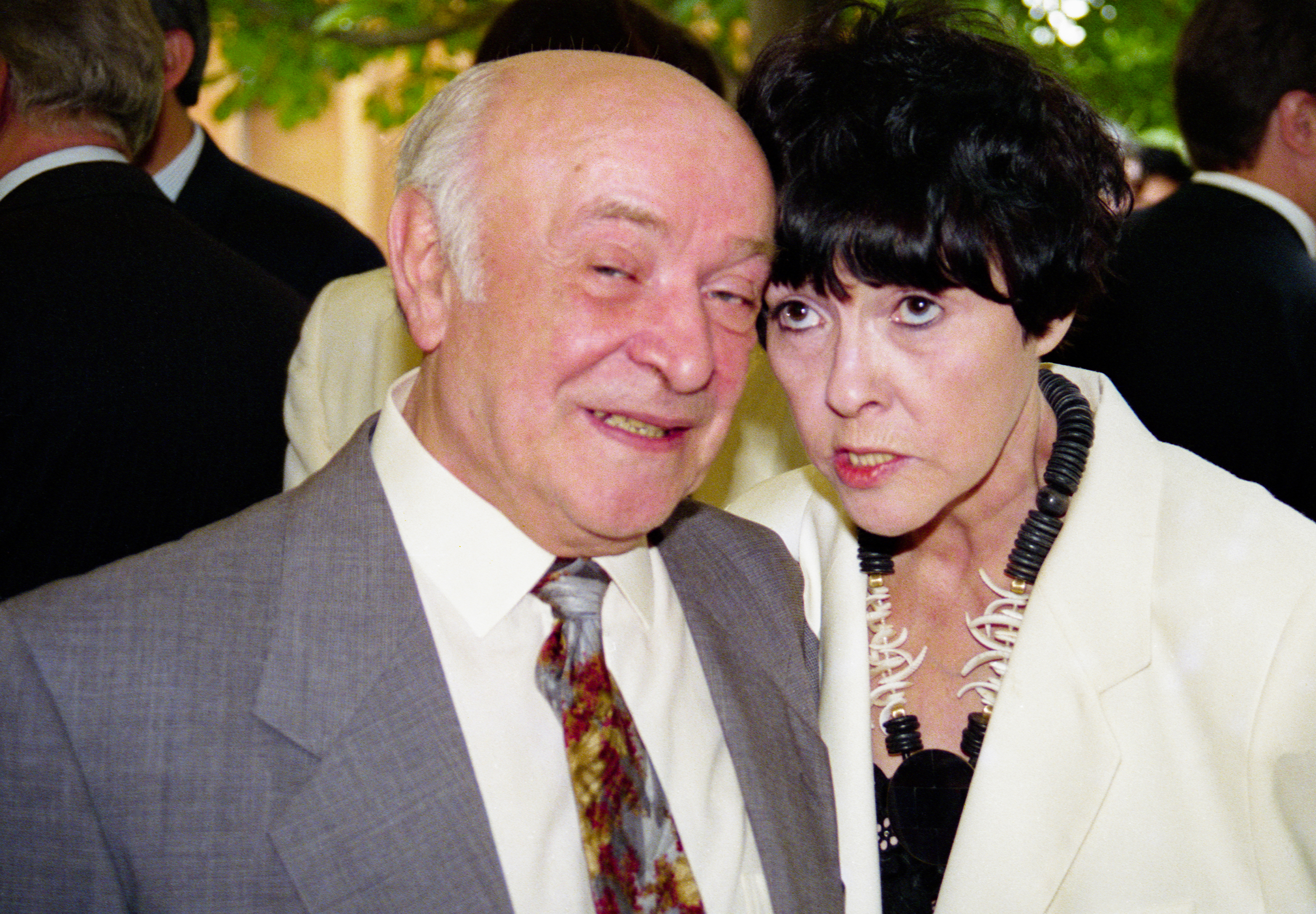
С Р. А. Быковым, 1996 год

Её отец — Ахат Валеевич Ахмадулин (1902—1979), комсомольский и партийный работник, в годы Великой Отечественной войны гвардии майор, заместитель по политчасти командира 31-го отдельного зенитно-артиллерийского дивизиона, в дальнейшем начальник управления кадров, заместитель председателя Государственного таможенного комитета СССР. Мать — Надежда Макаровна Лазарева, майор КГБ, работала переводчицей, была по матери племянницей революционера Александра Стопани.
Белла Ахмадулина родилась в Москве 10 апреля 1937 года. Начала писать стихи ещё в школьные годы, занималась в литобъединении при автомобильном заводе им. Сталина (ныне — ЗИЛ): свою манеру, по оценке Д. Быкова, «нащупала лет в пятнадцать».
Выросла Ахмадулина под чутким присмотром русской бабушки — Надежды Митрофановны Барамовой, человека редкой душевной доброты и бескорыстия. Бабушка много читала, и именно с её голоса, бормочущего «Буря мглою небо кроет…», начался для маленькой Беллы Пушкин.
Раннее, довоенное детство Ахмадулиной проходило в центре старой Москвы: Маросейка, Покровка, Чистые пруды. Ученические годы — в школах Колпачного, а потом Лялина переулков. Стихи она начала писать рано, уже в детстве сочиняла «поэмы и повести, романы, драмы, комедии и мемуары», как вспоминала позже. Среди прочих творений было и собственное продолжение «Горя от ума», но все свои детские опыты она называла «жуткими» и «чудовищными».
Позже она скажет: «Все дальнейшее, к чему я постоянно стремилась, так это страсть к сочинительству: в школе, во дворце пионеров, в литературных студиях и кружках. Здесь уместно сказать: несмотря на то, что сочиняла я просто ужасно, но уже оттуда, из дальней туманной поры, человечество я знаю с лучшей стороны — люди относились к моим занятиям милостиво и благосклонно».
Окончив школу, Ахмадулина, не поступившая на журфак МГУ, год работала внештатным корреспондентом многотиражной газеты «Метростроевец».
Печататься начала в 1955 году, ещё до поступления в Литературный институт. Она занималась в литературном объединении под руководством Евгения Винокурова при ЗИСе. В мае 1955 года в «Комсомольской правде» появилась подборка стихов участников Литобъединения, в которую вошло и стихотворение Ахмадулиной «Родина». Именно с этого момента начинается отсчет её поэтических публикаций.
Первым её поэтический дар отметил Павел Антокольский, затем Е. Винокуров, который возглавлял вместе со Степаном Щипачёвым поэтический отдел журнала «Октябрь», где печатал юную Беллу Ахмадулину.
В 1955 году Ахмадулина вышла замуж за Евгения Евтушенко.
В 1957 году Белла подверглась критике в «Комсомольской правде». В 1959 году Б. А. Ахмадулина выступила с письмом к ЦК КПСС с просьбой прекратить травлю Бориса Пастернака, получившего перед этим Нобелевскую премию по литературе за роман «Доктор Живаго». Никита Хрущёв отклонил эту просьбу.
Исключалась из института (за несданный экзамен по марксизму-ленинизму, по версии родственников — за отказ поддержать травлю Пастернака), потом была восстановлена. Окончила Литературный институт в 1960 году.
Вместе с другими представителями эстрадной поэзии с 1961 г. Ахмадулина выступала перед многотысячной публикой на стадионах.
В 1962 г. стараниями поэта Павла Антокольского была издана первая книга Ахмадулиной «Струна», а через два года Василий Шукшин увлёкся Ахмадулиной и снял её в роли молодой журналистки в фильме «Живёт такой парень». По сценариям Ахмадулиной, написанным по произведениям Ю.Нагибина, в 1960-е гг. были поставлены фильмы «Чистые пруды» и «Стюардесса».
В 1968 году в ФРГ в эмигрантском издательстве «Посев» вышел сборник стихов «Озноб». В нём было помещено стихотворение «О, мой застенчивый герой», посвящённое её бывшему мужу, Евгению Евтушенко.
В 1970-х годах Ахмадулина посетила Грузию, с тех пор эта земля заняла в её творчестве заметное место. Она переводила Н. Бараташвили, Г. Табидзе, И. Абашидзе и других грузинских авторов.
В 1977 году Ахмадулина избрана почётным членом Американской академии искусства и литературы.
В 1979 году Ахмадулина участвовала в создании неподцензурного литературного альманаха «Метро́поль». Ахмадулина не раз высказывалась в поддержку советских диссидентов — Андрея Сахарова, Льва Копелева, Георгия Владимова, Владимира Войновича. Её заявления в их защиту публиковались в «Нью-Йорк Таймс», неоднократно передавались по «Радио Свобода» и «Голосу Америки».
В 1989 году — лауреат Государственной премии СССР за стихотворный сборник «Сад» (1987).
Участвовала во многих мировых поэтических фестивалях, в том числе в Международном празднике поэзии в Куала-Лумпуре (1988). В октябре 1993 года подпись Ахмадулиной появилась под «Письмом сорока двух» (однако, Андрей Дементьев отрицал подписание данного письма поэтессой). В 1996 и 2003 году была среди деятелей культуры и науки, призвавших российские власти остановить войну в Чечне и перейти к переговорному процессу. В 2001 году подписала письмо в защиту телеканала НТВ.
Лауреат премии Президента Российской Федерации в области литературы и искусства 1998 года и Государственной премии Российской Федерации в области литературы и искусства 2004 года.
В последние годы Белла Ахмадулина, жившая в Переделкине с мужем, тяжело болела, практически ничего не видела и передвигалась наощупь, почти ничего не писала. Умерла поэтесса на 74-м году жизни 29 ноября 2010 года, на даче в Переделкине. По словам мужа поэтессы Бориса Мессерера, смерть наступила вследствие сердечно-сосудистого криза. Президент Российской Федерации Д. А. Медведев выразил официальные соболезнования родным и близким поэтессы. Прощание с Беллой Ахмадулиной состоялось 3 декабря в Центральном Доме литераторов в Москве.

Могила на Новодевичьем кладбище

В этот же день она была похоронена на Новодевичьем кладбище.

## Творчество
Основные поэтические сборники — «Струна» (1962), «Озноб» (1968), «Уроки музыки» (1970), «Стихи» (1975), «Метель» (1977), «Свеча» (1977), «Тайна» (1983), «Сад» (Государственная премия СССР, 1989). Для поэзии Ахмадулиной характерны напряжённый лиризм, изысканность форм, очевидная перекличка с поэтической традицией прошлого. Иосиф Бродский называл Ахмадулину «несомненной наследницей лермонтовско-пастернаковской линии в русской поэзии». Перу Ахмадулиной принадлежат воспоминания о поэтах-современниках, а также эссе о А. С. Пушкине и М. Ю. Лермонтове, 33 поэтических сборника, очерки. Наряду с Высоцким, Вознесенским, Евтушенко, Ахмадулина — легенда советской поэзии эпохи оттепели.
Поэт и литературовед Евгений Степанов полагал, что «Ахмадулина проявила себя как подлинный реформатор стиха, прежде всего, рифмы… У Ахмадулиной практически нет банальных рифм. Все рифмы — неожиданные, новые, не повторяющиеся, почти не встречающиеся у других поэтов».

Поэзия для Ахмадулиной — самооткровение, встреча внутреннего мира поэта с миром новых (магнитофон, самолёт, светофор) и традиционных (свеча, дом друга) предметов. Для её поэзии всё — даже любая мелочь — может служить импульсом, окрылить смелую фантазию, рождающую дерзкие образы, фантастические, вневременные события; всё может стать одухотворённым, символичным, как любое явление природы («Сказка о дожде», 1964). Ахмадулина расширяет свою лексику и синтаксис, обращается к архаическим элементам речи, которые она переплетает с современным разговорным языком. Отчуждённое употребление отдельных слов возвращает им в контексте первоначальный смысл. Не статика, а динамика определяет ритм стихов Ахмадулиной. Поначалу доля необычного в стихах Ахмадулиной была очень велика по сравнению с большинством русских стихов того времени, но затем её поэзия стала проще, эпичнее.
— Вольфганг Казак
Литературовед И. Снеговая, присутствовавшая в 2008 году на Ахматовском вечере с участием Ахмадулиной, выделяет её стихотворения, посвящённые Репино и Комарово, написанные в этих местах. Ощущение прошедшего времени, очарование обликом старых дач и размышления о судьбе их обитателей составляют содержание этих произведений".
И жадно шли твои стада

напиться из моей печали.

Одна, одна – среди стыда

стою с упавшими плечами.
Сплошную и сознательную размытость поэзии Ахмадулиной, сходную с импрессионизмом в живописи, отмечает Дмитрий Быков. Усложнённые лабиринтом ассоциативных ходов, трудно запоминающиеся стихи тем не менее оставляют у читателя «ощущение цельного и прекрасного образа, бескорыстного, сочетающего достоинство с застенчивостью, знание жизни — с беспомощностью, забитость — с победительностью». Сквозной темой творчества Ахмадулиной, указывает литературовед, был стыд, который «сопровождал её всю жизнь и диктовался во многом той неупорядоченной, слишком бурной жизнью, какую ей приходилось вести». В этой доминантной теме, полагает Быков, сказывался «всё тот же недостаток творческой воли, заставлявший её иногда длить стихи дальше положенного предела, вступать в лишние отношения, выпивать с ненужными людьми». По мнению биографа, Ахмадулина с присущей ей мучительной греховностью и горьким самоосуждением продолжает поэтическую традицию Бориса Пастернака: обоих лирических поэтов и в жизни, и в стихах роднила высокопарность, выспренность, многословие, учтивость, застенчивость; эти качества, удивляя окружающих в обыденности, были «человеческими чертами среди бесчеловечности, глотком тепла среди ледяного мира».

### Песни на стихи Ахмадулиной
Известнейшее стихотворение «По улице моей который год…» было написано Ахмадулиной в 22 года. В 1975 году композитор Микаэл Таривердиев положил его на музыку, и романс в исполнении Аллы Пугачёвой прозвучал в фильме Эльдара Рязанова «Ирония судьбы, или С лёгким паром!».
Алла Пугачёва написала музыку к известному стихотворению, название которого «Пришла и говорю (Взойти на сцену)», перешло в одноимённый концертный тур, музыкальный фильм (1985) и впоследствии её 9-й студийный альбом (1987).
На стихотворение 23-летней Ахмадулиной под названием «Прощание» композитор Андрей Петров написал ставший затем популярным романс, известный по первой строке — «А напоследок я скажу». Впервые он прозвучал в мелодраме Э. Рязанова «Жестокий романс» (1984).

## Семья и личная жизнь

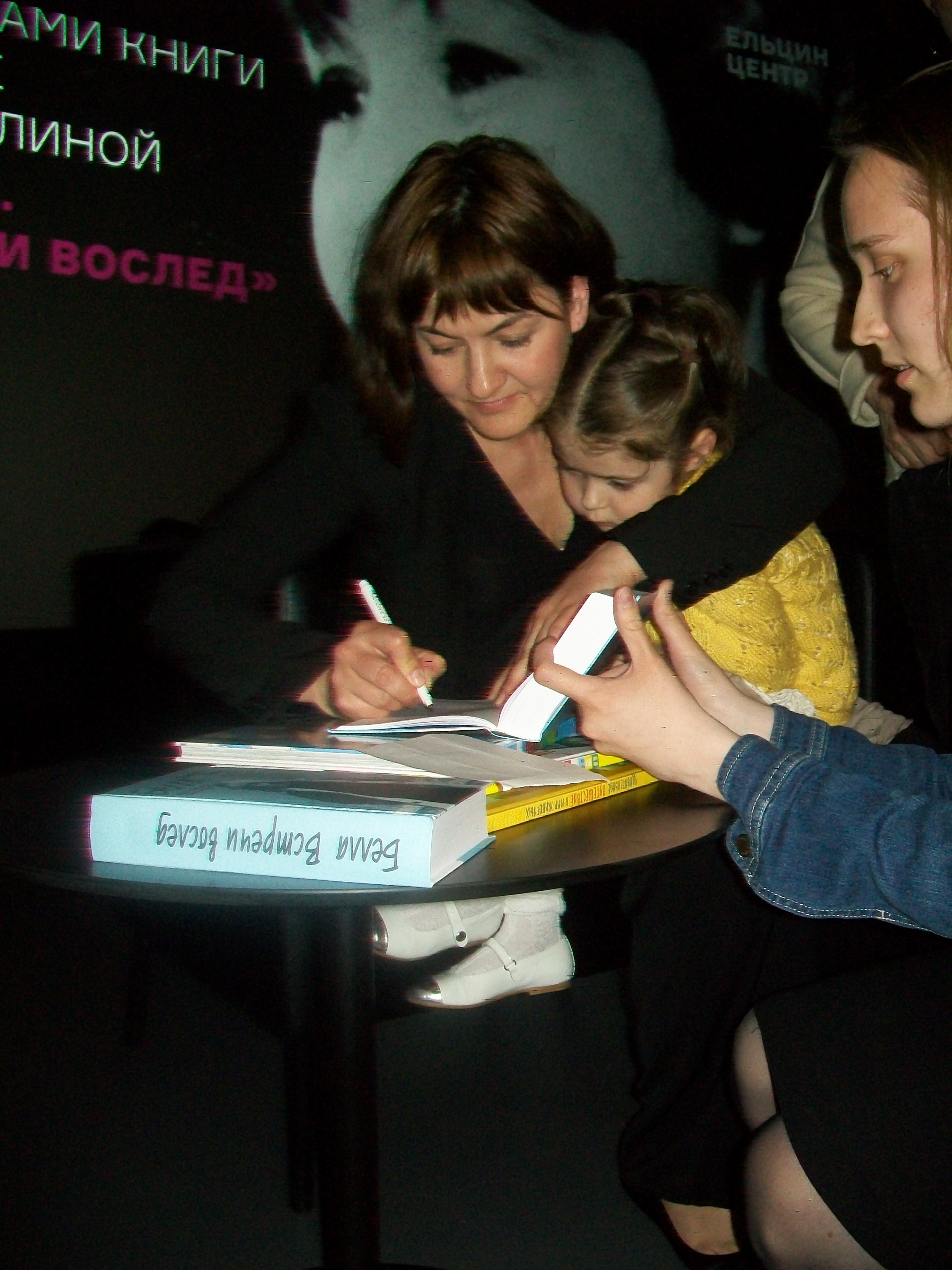
Дочь Елизавета и внучка Мария на презентации сборника интервью о Белле Ахмадулиной

С 1955 по 1958 год была первой женой Евгения Евтушенко.
С 1959 года по 1 ноября 1968 года — четвёртой женой Юрия Нагибина. В 1968 году, разводясь с Нагибиным, Ахмадулина взяла на воспитание приёмную дочь Анну.
От сына балкарского классика Кайсына Кулиева, Эльдара Кулиева (1951—2017), в 1973 году Ахмадулина родила дочь Елизавету (09.05.1973).
В 1974 году вышла замуж в четвёртый и последний раз — за театрального художника Бориса Мессерера, оставив детей со своей матерью и домработницей.
Первая дочь, Анна, окончила Полиграфический институт, иллюстрирует книги.
Дочь Елизавета, как и её мать, окончила Литературный институт.

## Фильмография

### Актёрские работы
- 1964 — Застава Ильича — камео в сцене «Вечера поэзии» в Политехническом музее.
- 1964 — Живёт такой парень — журналистка краевой молодёжной газеты
- 1970 — Спорт, спорт, спорт — камео
- 1976 — Ключ без права передачи — камео

### Сценарист
- 1965 — Чистые пруды
- 1968 — Стюардесса

### Использование стихов
- 1964 — Застава Ильича
- 1970 — Спорт, спорт, спорт — сама автор читает стихи
- 1971 — Достояние республики
  - «Романс о Петербурге» («Что будет, то и будет…»), исполняет Андрей Миронов
- 1973 — Друзья мои… (киноальманах)[33]
- 1975 — Ирония судьбы, или С лёгким паром!
  - «По улице моей», исполняет Надя (Алла Пугачёва)
- 1976 — Ключ без права передачи — сама автор читает стихи
- 1976 — Венок сонетов — сама автор читает стихи
- 1978 — Служебный роман
  - «О, мой застенчивый герой», читает Светлана Немоляева

 — Старомодная комедия
- 1984 — Милый, дорогой, любимый, единственный
  - «Не уделяй мне много времени», песня за кадром
- 1984 — Пришла и говорю
  - «Взойти на сцену» («Пришла и говорю»), исполняет Алла Пугачёва
- 1984 — Жестокий романс
  - «А напоследок я скажу», исполняет Валентина Пономарёва
  - «Романс о романсе», исполняет Валентина Пономарёва
  - «Снегурочка», исполняет Валентина Пономарёва
- 1985 — Голубые города
- 1997 — «Исчерпана до дна пытливыми глазами» (из музыкального фильма «Пришла и говорю») — 10-серийный телефильм «Зал ожидания», читает героиня Инны Алексеевой
- 1999 — «Мир состоит из гор, из неба и лесов…» — многосерийный телефильм «Простые истины»

## Признание
- Орден «За заслуги перед Отечеством» II степени (11 августа 2007 года) — за выдающийся вклад в развитие отечественной литературы и многолетнюю творческую деятельность[34].
- Орден «За заслуги перед Отечеством» III степени (7 апреля 1997 года) — за заслуги перед государством и выдающийся вклад в развитие отечественной литературы[35].
- Орден Дружбы народов (16 ноября 1984 года) — за заслуги в развитии советской литературы и в связи с 50-летием образования Союза писателей СССР[36].
- Государственная премия Российской Федерации в области литературы и искусства 2004 года (6 июня 2005 года) — за продолжение и развитие высоких традиций отечественной поэзии[37].
- Премия Президента Российской Федерации в области литературы и искусства 1998 года (12 января 1999 года)[38].
- Премия имени Булата Окуджавы 2003 года (14 февраля 2004 года)[39].
- Государственная премия СССР 1989 года в области литературы, искусства и архитектуры (27 октября 1989 года) — за книгу стихов «Сад»[40].
- Лауреат премии фонда «Знамя» (1993).
- Лауреат «Носсиде» (Италия, 1994).
- Лауреат премии «Триумф» (1994).
- Лауреат Пушкинской премии фонда А. Тепфера (1994).
- Лауреат журнала «Дружба народов» (2000).
- Почётный член Российской академии художеств[41].
- Член Союза писателей СССР, исполкома Русского ПЕН-центра, Общества друзей Музея изобразительных искусств имени А. С. Пушкина.
- Почётный член Американской академии искусств и литературы.

## Память
Что б ни случилось, не кляну,

а лишь благословляю лёгкость:

твоей печали мимолётность,

моей кончины тишину.

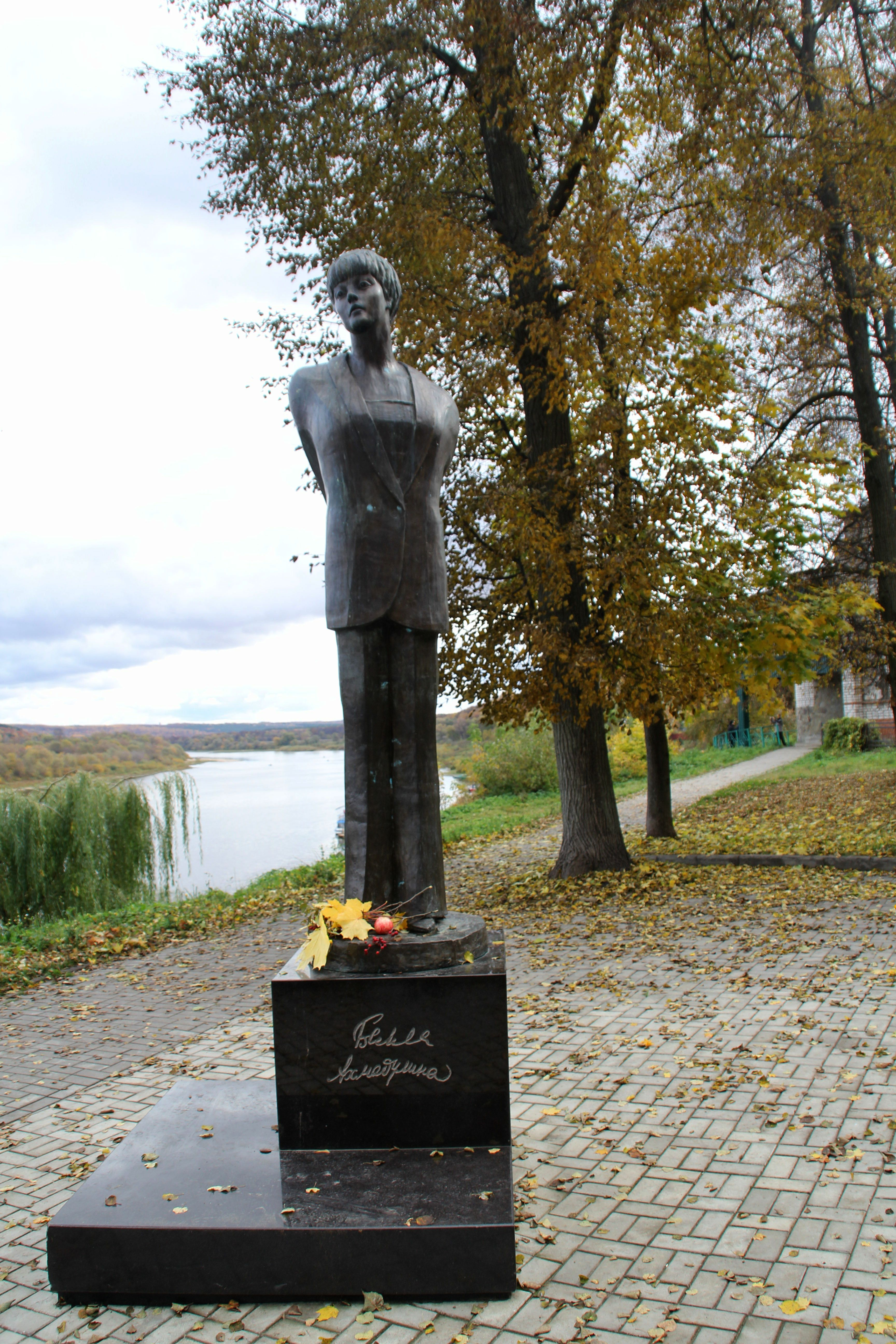
Памятник Бэлле Ахмадулиной в Тарусе

- Белла Ахмадулина выведена в романе Василия Аксёнова «Таинственная страсть» под именем Нэллы Аххо. В экранизации (2016) её роль исполнила Чулпан Хаматова.
- Выступая на первом Съезде родителей 9 февраля 2013 года, президент В. В. Путин призвал включить стихи Ахмадулиной в обязательную школьную программу по литературе[43].
- В мае 2012 года в память об Ахмадулиной и с учётом её итальянских корней по инициативе Бориса Мессерера была учреждена российско-итальянская премия «Белла» для молодых поэтов в возрасте от 18 до 35 лет. Присуждать премию планировалось за стихотворения на русском и итальянском языках, а также в номинации «Литературно-критическое или биографическое эссе о современной поэзии». Уникальность премии в том, что вручать её предполагалось не за книгу стихов, а за отдельное стихотворение или поэтическое произведение. Жюри у премии два: русское и итальянское. Вознаграждение победителей планировалось 3000 евро. Церемония награждения намечалась ежегодно в России и Италии в апреле — месяце рождения Ахмадулиной[44].
- По проектам Б. Мессерера созданы памятники Ахмадулиной в городе Таруса (сентябрь 2013 года[45]) и на могиле Ахмадулиной в Москве (ноябрь 2014 года[46]).